# 孟加拉恐怖主义活动
孟加拉国恐怖主义活动（Terrorism in Bangladesh）是指，由当地激进伊斯兰组织和境外伊斯兰恐怖组织对孟加拉境内策划实施的恐怖主义活动。孟加拉政府声称，活跃于当地的伊斯兰国恐怖组织在完全被政府安全部队打击之前，主要是由当地的分支机构进行活动。

## 恐怖组织
1989年首批激进伊斯兰武装派系开始出现在孟加拉境内活动，当时建立起一支有30个不同伊斯兰派系组成的活动网络，并在接下来的几年里迅速扩张。孟加拉国內大多数激进伊斯兰组织的主要目标皆是建立一个以伊斯兰教法为根基的独立伊斯兰国家，而这些激进伊斯兰组织策划的活动均是对政府和无辜民众进行恐怖袭击。

## 时间线

### 1999年
- 1999年1月18日，孟加拉国伊斯兰圣战组织企图谋杀诗人、作家Shamsur Rahman。[9]
- 1999年3月6日，在杰索尔市发生针对孟加拉国文化组织Bangladesh Udichi Shilpigoshthi的炸弹袭击，造成10人死亡。[10]
- 1999年3月15日，人民联盟议员Mohibur Rahman Manik的家遭到炸弹袭击，造成两人死亡。[11]
- 1999年12月8日，一座艾哈迈迪清真寺遭到炸弹袭击，造成8人死亡。[10]

### 2001年
- 2001年1月20日，孟加拉国共产党集会遭到炸弹袭击，造成5人死亡，70人受伤。[10]
- 2001年4月14日，孟加拉国伊斯兰圣战运动组织制造了一系列炸弹袭击事件，造成10人死亡。[12]
- 2001年6月1日，10人在戈巴尔甘杰天主教堂爆炸案中丧生。[10]
- 2001年6月16日，纳拉扬甘杰市孟加拉国人民联盟的集会遭到炸弹袭击。[13]
- 2001年9月23日，巴盖尔哈德县孟加拉国人民联盟的集会遭到炸弹袭击。[10]
- 2001年9月26日，苏纳姆甘杰县孟加拉国人民联盟的集会遭到炸弹袭击，造成4人死亡。[10]
- 2001年11月16日，校长Gopal Krishna Muhuri在吉大港被袭击遇害。[14][15]

### 2002年
- 2002年12月6日，27人在迈门辛市电影院爆炸案中丧生。[13]
- 2002年9月28日，萨德基拉县一家电影院和马戏团发生炸弹袭击，造成3人死亡，100人受伤。[13]

### 2003年
- 2003年1月17日，一枚炸弹在坦盖尔市的一场神庙集会中爆炸。[16]
- 2003年3月1日，一名警官在库尔纳市的炸弹袭击中丧生。[10]
- 2003年3月11日，两名警察在炸弹袭击中丧生。[10]
- 2003年3月12日，一名警察高级官员（Subedar）在库尔纳市的炸弹袭击中丧生。[17]
- 2003年9月6日，孟加拉国人民联盟（Awami League）领导人在炸弹袭击中丧生。[10]

### 2004年
- 2004年1月12日，Shah Jalal Dargah神庙炸弹案造成12人丧生。[10]
- 2004年1月15日，新闻记者Manik Chandra Saha在恐怖袭击中丧生。[10]
- 2004年1月24日，巴盖尔哈德县一处警察局被炸弹袭击被，造成三名警官受伤。[17]
- 2004年2月20日，鲁普萨乌帕齐拉地区的一处电影院被炸弹袭击，造成四人受伤。[18]
- 2004年3月4日，孟加拉国人民联盟（Awami League）领导在巴盖尔哈德县的炸弹袭击中丧生，还有其中一名领导人在纳拉扬甘杰市被暗杀。[19]
- 2004年8月21日，HUJI（Harkat-ul-Jihad al-Islami，中文：伊斯兰圣战运动）激进分子对达卡的孟加拉国人民联盟（Awami League）的集会进行手榴弹袭击，造成24人死亡和300多人受伤。[20]
- 2004年12月24日，拉吉沙希大学教授Mohammad Yunus在孟加拉圣战者组织激进分子（Jamaat-ul-Mujahideen Bangladesh）的袭击中丧生。[21]

### 2005年
- 2005年8月17日，孟加拉国内有500个地点发生了爆炸案，该国64个县中，有63个均在早上11:30至中午的半小时内发生了爆炸，爆炸的炸弹数目至少有500枚，事件中总共造成2人死亡，115人受伤。 孟加拉圣战者组织后来声称对爆炸案负责。[22]
- 2005年10月3日，吉大港的昌德普尔法院和拉克西米布尔法院遭到炸弹袭击。[23]
- 2005年11月14日，孟加拉圣战者组织在恰洛加蒂县的炸弹袭击中造成两名法官丧生。[23]
- 2005年11月29日，加齐普尔法院大楼遭到自杀式炸弹袭击。[23]
- 2005年11月29日，吉大港法院遭到炸弹袭击。[23]
- 2005年12月8日，内德罗戈纳县的udichi节庆祝活动遭到炸弹袭击。[23]

### 2014年
- 2014年9月17日，根据线报，快速反应小组在霍比甘杰县的丘纳鲁加特乌帕齐拉，发现并拆除了藏匿于森林中的武器和炸药储存设施。 行动期间，总共没收了112枚火箭发射器和14袋制造爆炸物的原材料。[24]
- 2014年9月18日，警察在港口地区逮捕了7名孟加拉圣战者组织恐怖分子，包括一名最高指挥官Abdullah Al Tasnim。极端分子与伊斯兰国进行合作，并打算利用10公斤液体炸药在全国各地进行恐怖活动。[25]
- 2014年11月1日，快速反应小组在一次行动抓获了孟加拉圣战者组织的主要协调人Abdun Nur以及其他4名武装分子，并收缴了全部的简易爆炸装置部件。[26]

### 2016年
- 2016年3月15日，伊斯兰国声称对一名孟加拉国的穆斯林传教士的谋杀案负责。[27]
- 2016年3月22日，身份不明的袭击者在孟加拉国北部砍死了一名基督教皈依者。[28]一天后，伊斯兰国宣称对此次袭击负责。[28]
- 2016年4月7日，一名世俗博客作者被声称是基地组织成员的伊斯兰教徒砍死。[29][30]
- 2016年4月23日，一名大学教授在前往孟加拉国北部工作的途中被砍死。在没有任何证据的情况下，伊斯兰国声称对此次袭击负责。[31][30]
- 2016年4月25日，基地组织恐怖分子在LGBTQ活动人士Xulhaz Mannan的朋友公寓中将其砍死。[32][33]
- 2016年4月30日，一名印度教裁缝在他的店里被砍死，伊斯兰国声称对此次袭击负责。[34]第二天，孟加拉国当局逮捕了三名涉嫌谋杀的伊斯兰国嫌疑人。[35]
- 2016年5月21日，一名顺势疗法医生在孟加拉国被砍死。伊斯兰国声称对此次袭击负责。[36]
- 2016年7月1日，武装分子在班多尔班县将一名信仰佛教的农民砍死，这位遇难的农民是55岁的Mong Shwe Lung Marma，他是孟加拉国人民联盟的副主席。伊斯兰国武装分子声称对这起谋杀负责。[37]
- 2016年7月1日，5名袭击者在位于高尔杉区的多洞手艺面包房咖啡馆内开火，高尔杉区为相对富裕的地区，且为许多外国大使馆所在地。事件中大约22名平民和2名警察被打死。随后，孟加拉国保安部队冲进大楼，打死6名激进分子，并制服抓获一名激进分子。[38][39]

### 2017年
- 2017年3月14日，一名穆斯林苏菲派精神领袖和他的女儿在孟加拉国北部被身份不明的激进分子枪杀和砍死。[40]
- 2017年3月17日，达卡一处正在建设中的快速反应小组建筑遭到自杀式炸弹袭击。一名自杀式炸弹袭击者在工地引爆自己，造成2名安保人员轻伤。[41]
- 2017年3月24日，一名自杀式炸弹袭击者在警察检查站外引爆了身上的炸弹。该检查站位于通往沙阿贾拉勒国际机场的道路上，此次袭击没有造成人员受伤。随后，伊斯兰国声称发动了这次袭击。[42]
- 2017年3月25日，达克钦苏尔玛乌帕齐拉爆炸案。在安全部队突袭达克钦苏尔玛乌帕齐拉地区的一处可疑恐怖分子藏身处时，一枚自杀式炸弹爆炸，当场炸死4名平民和2名警察，并造成40多人受伤，伊斯兰国声称对此次炸弹袭击负责。事件中，四名恐怖分子被击毙。[43]

### 2019年
- 2019年6月29日，根据线报，快速反应行动小组(RAB)逮捕了来自普提亚乌帕齐拉地区的5名伊斯兰辅助者（Ansar Al Islam）武装组织的成员。快速反应行动小组从他们那里找到了一支手枪、24枚粗制炸弹、5发子弹、2本杂志、10本圣战书籍和8本有关该组织的记事本。[44]